# スルタン・アブドゥル・サマド・ジャメ・モスク
座標: 北緯3度8分56.06秒 東経101度41分45.46秒 / 北緯3.1489056度 東経101.6959611度
スルタン・アブドゥル・サマド・ジャメ・モスク（ジャメ・モスク、マスジッド・ジャメとも。マレー語: Masjid Jamek Sultan Abdul Samad、ジャウィ文字：مسجدجامعسلطانعبدالصمد）は、マレーシアのクアラルンプールにある最も古いモスクのひとつである。クラン川とゴンパック川の合流地点にあり、ジャラン・トゥン・ペラ（トゥン・ペラ通り）からアクセスすることができる。モスクはアーサー・ベニソン・ハバックによって設計され、1909年に建造された。 
「ジャメ」とは、人々が礼拝に集まる場所を意味するアラビア語（جامع）に相当するマレー語である。 

## 歴史

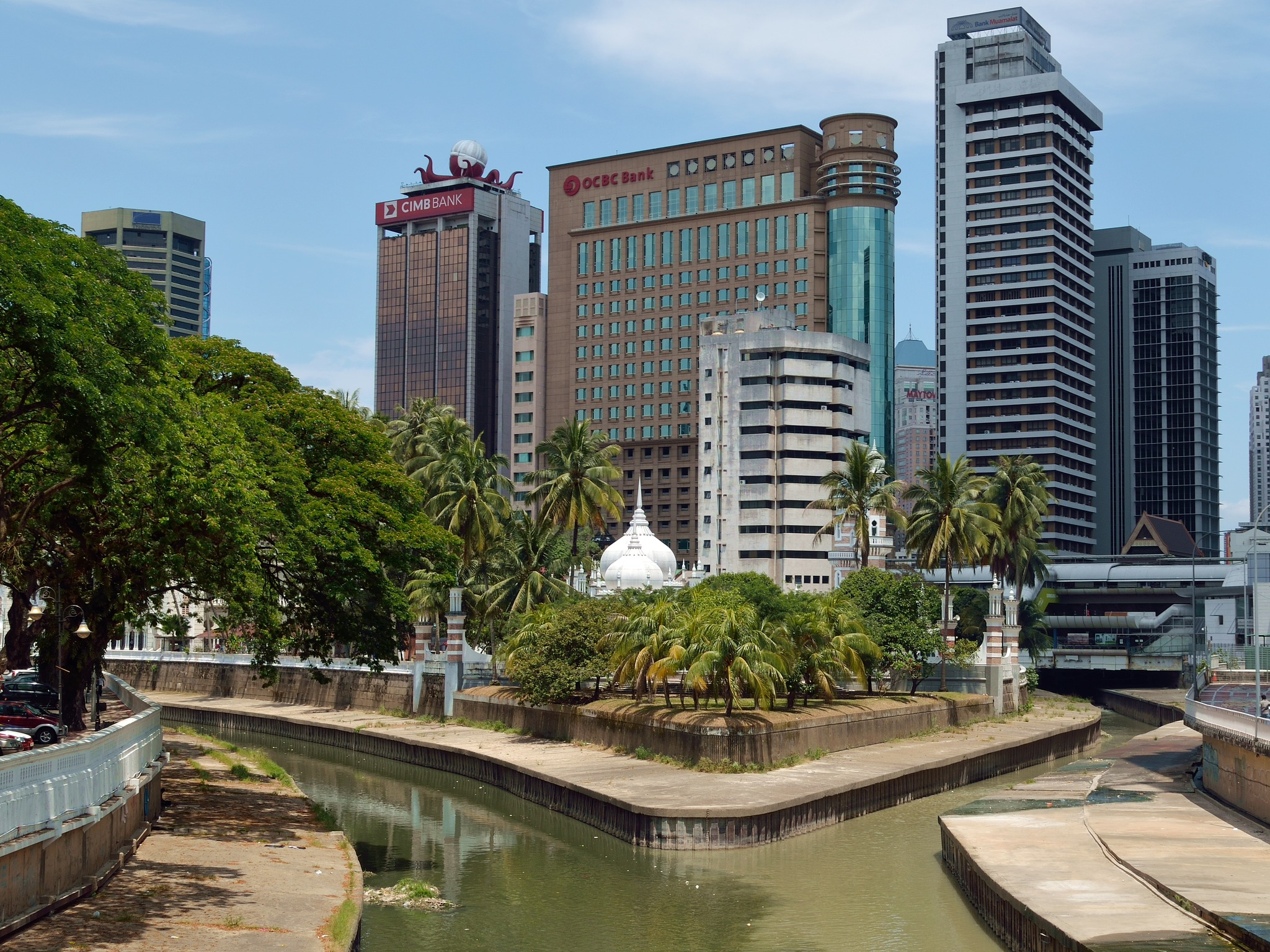
ゴンパック川とクラン川の合流点にあるジャメ・モスクの眺め

モスクは、クラン川とゴンバック川の合流点にある、古いマレー人向け埋葬地のあった場所に建てられ、ジャメ・モスクと名付けられた。ジャラン・トゥン・ペラ及びマレーストリート近辺には、それ以前からもマレー人コミュニティのためのモスクがいくつかあったものの、ジャメ・モスクは大規模なモスクとしてクアラルンプールに建造された最初のものである。モスクの礎石は、1908年3月23日にセランゴールのスルタンによって敷設され、モスクは1909年12月23日に正式に公開された。モスクの建設には32,625ドルの費用を要し、その一部は英国植民地政府からの寄付を受けたマレー人コミュニティの資金により賄われた。建築家はアーサー・ベニソン・ハバックで、インドのイスラム王朝ムガル帝国の建築様式を用いてこのモスクを設計した。ジャメ・モスクは、1965年にマスジッド・ネガラが建てられるまで、クアラルンプールの主要なモスクとしての役割を果たした。 
モスクはその後増築により規模が拡張されており、現在はオープンエアになっている前庭も、当初は屋根で覆われていた。モスクのドームの1つは、1993年に大雨のために崩壊したが、その後修復された。 
2017年6月23日、ジャメ・モスクの正式名称が、セランゴールの当時のスルタンにより、第4代スルタンであったスルタン・アブドゥル・サマドの名前を取って、スルタン・アブドゥル・サマド・ジャメ・モスクに改名された。これは、ジャメ・モスクが建てられている土地は、本来セランゴール州の一部であったためである。 

## 特徴

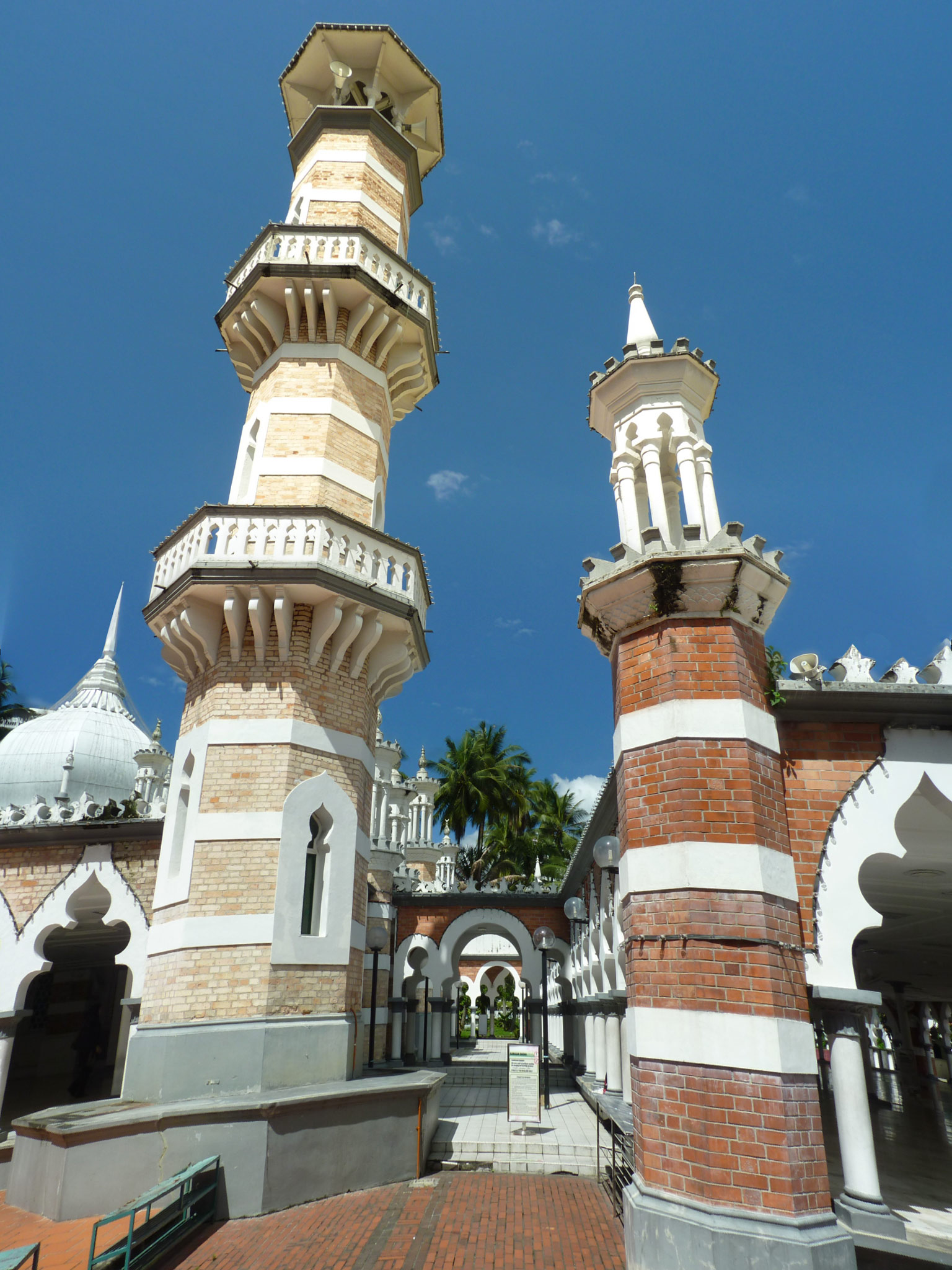
ジャメ・モスクの元の建造部分（左）と増築部分（右）。レンガの色が異なっているのが見て取れる。

ジャメ・モスクの設計様式は、ムーア様式、インド・サラセン様式、またはムガル様式と説明されている。ハバックはまた、クアラルンプール駅や、クアラカンサーにあるウブディア・モスクなど、多くの建物を類似の建築様式で設計している。 
ジャメ・モスクは、小さなミナレットと、2つの主要なミナレットを有している。レンガと石膏で形成された、ミナレットのピンクと白の縞模様は、「血と包帯」と呼ばれている。モスクには3つのドームがあり、最大のドームは21.3メートル (70 ft)の高さである。礼拝堂はドームの下にある。 
ジャメ・モスクは1984年に改築された。川に最も近いミナレットはすでに傾斜していたため、補強がなされた。 
ジャメ・モスクの近くには、ラピドKLクラナ・ジャヤ線並びにラピドKLアンパン線及びスリ・プタリン線のマスジッド・ジャメ駅がある。駅はチャイナタウンとリトルインディアの間にある。ムルデカ・スクエアからも近い。 

## ギャラリー

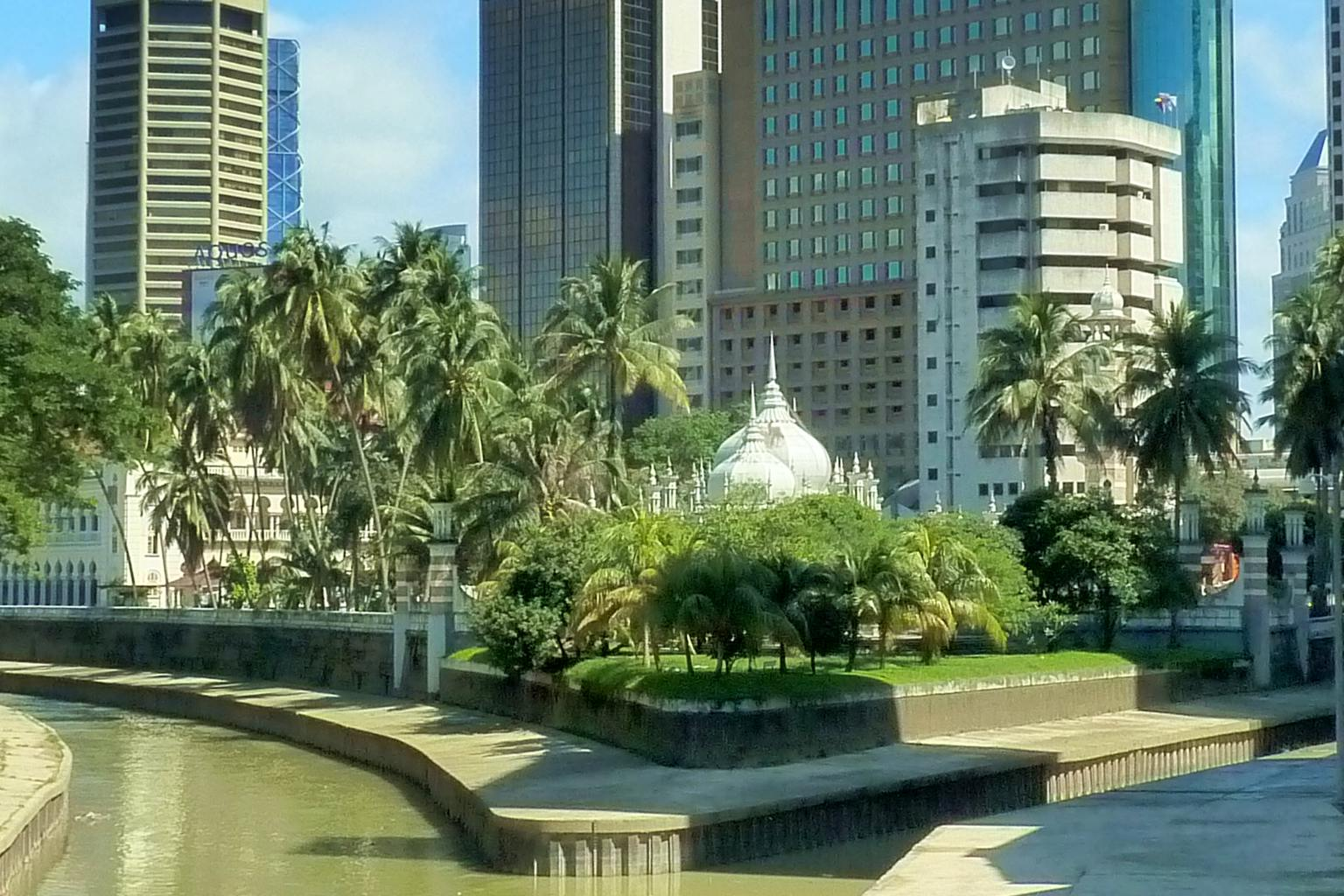
ゴンパック川とクラン川の合流点にあるジャメ・モスクの眺め（2011年）
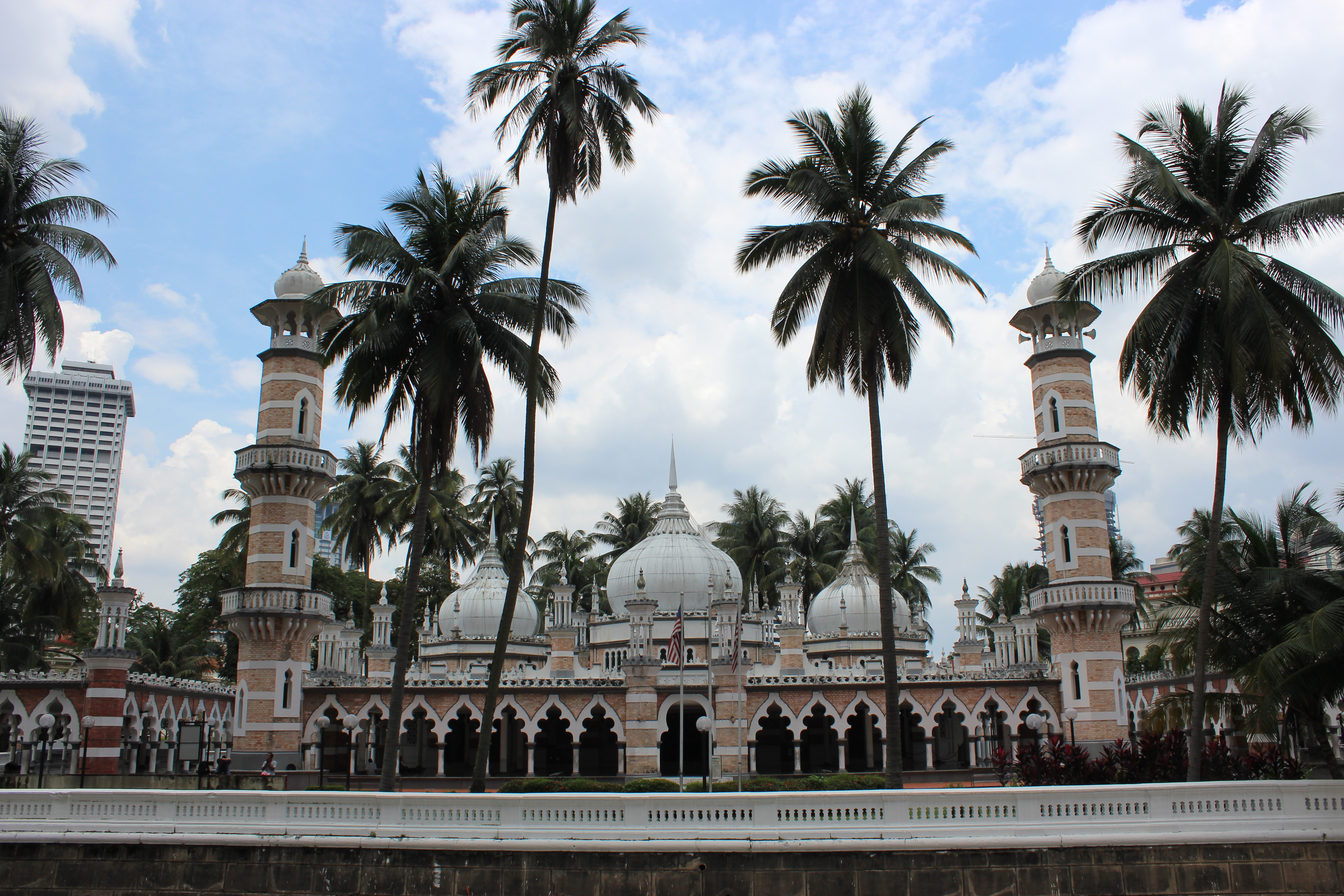
川を渡ってからのジャメ・モスクの眺め
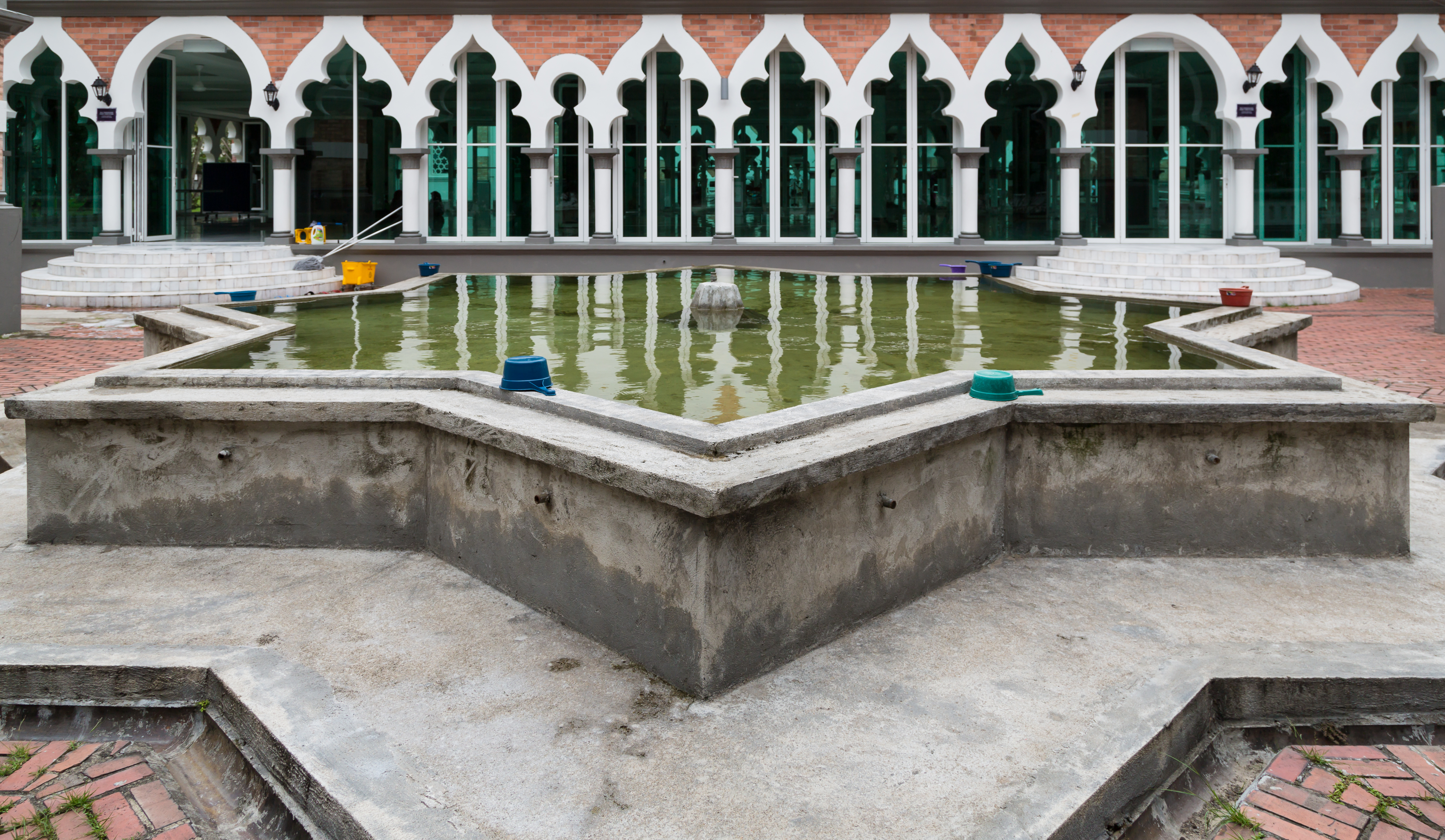
清めの場所
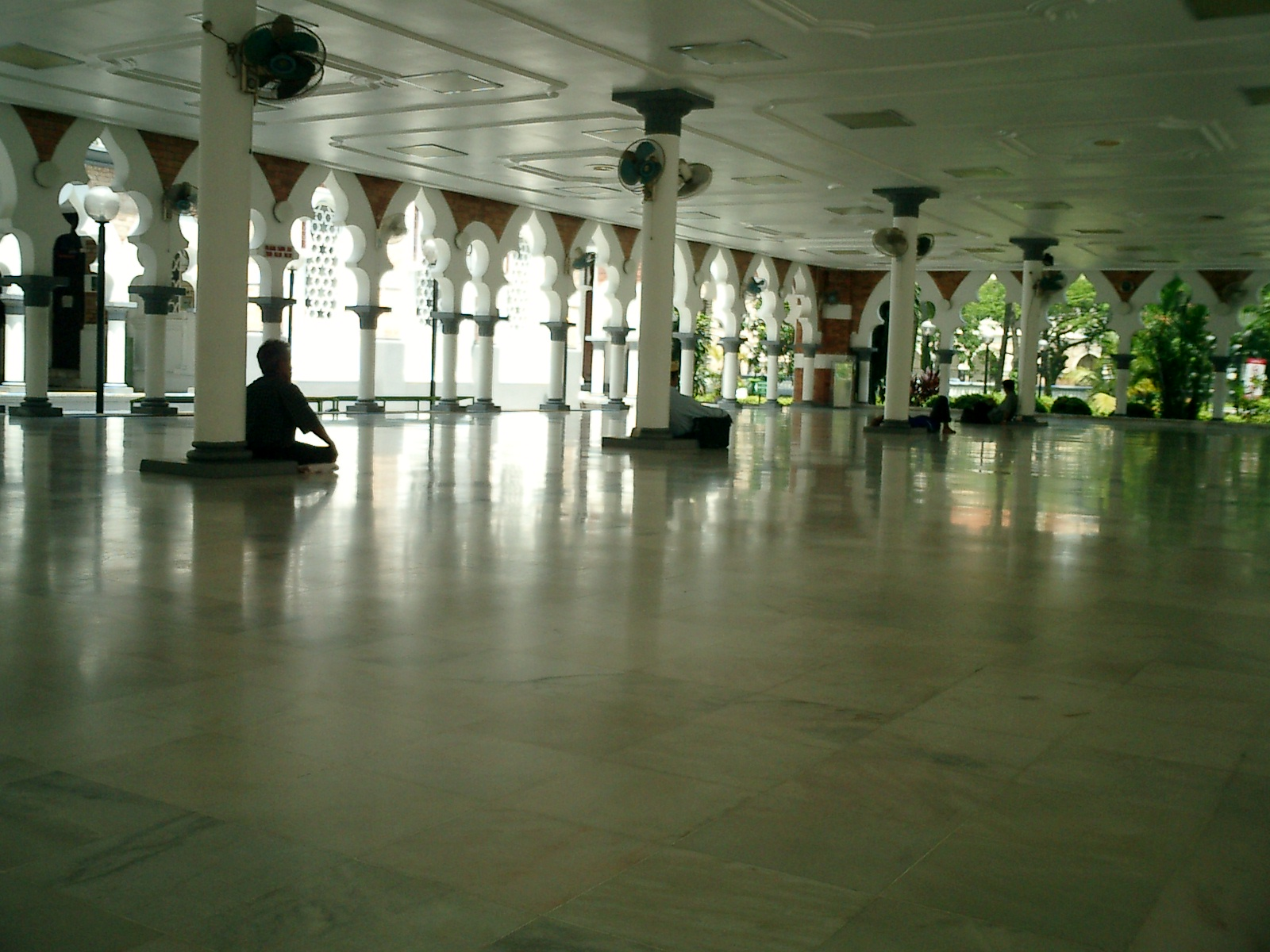
礼拝堂
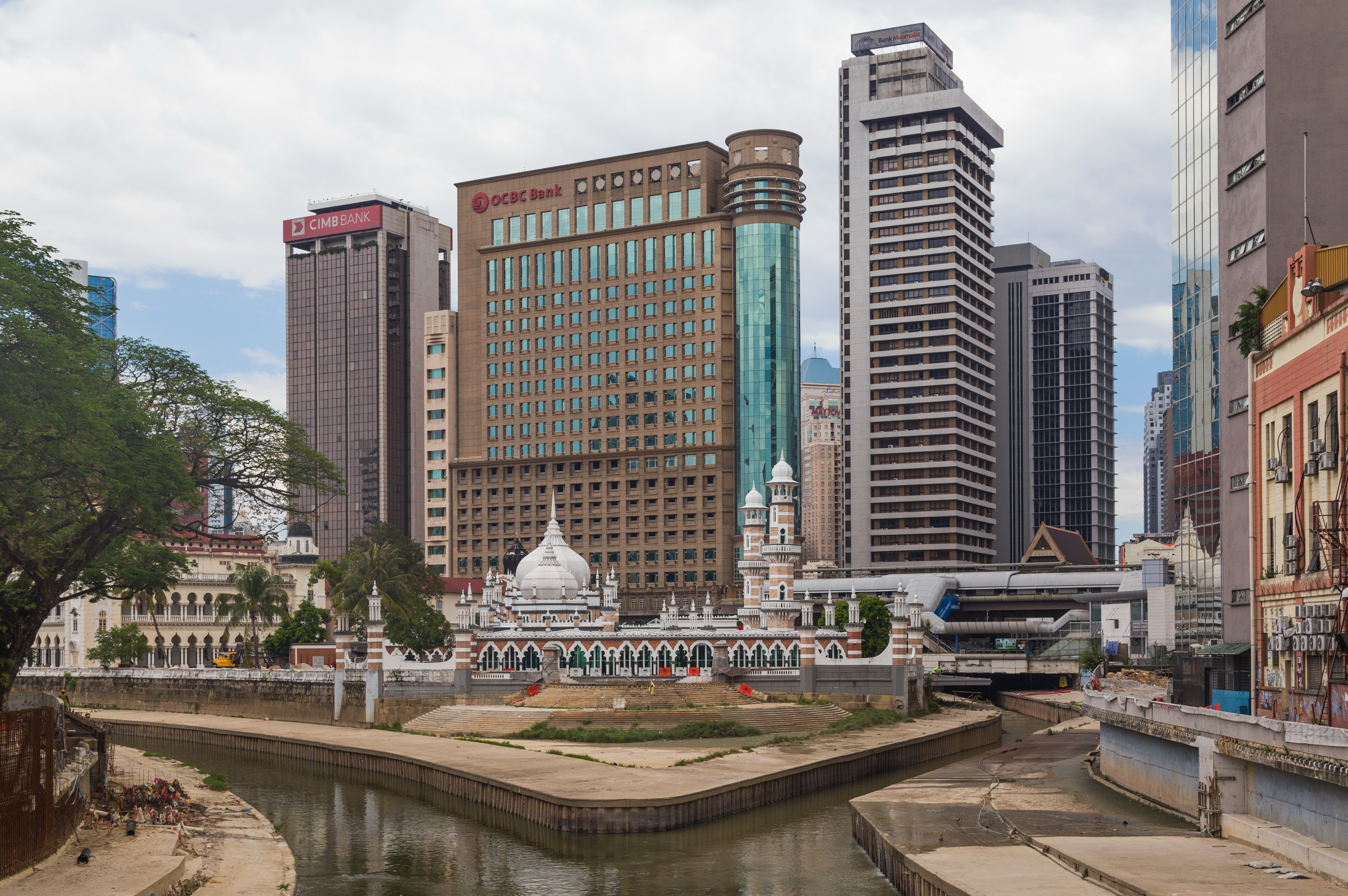
2016年
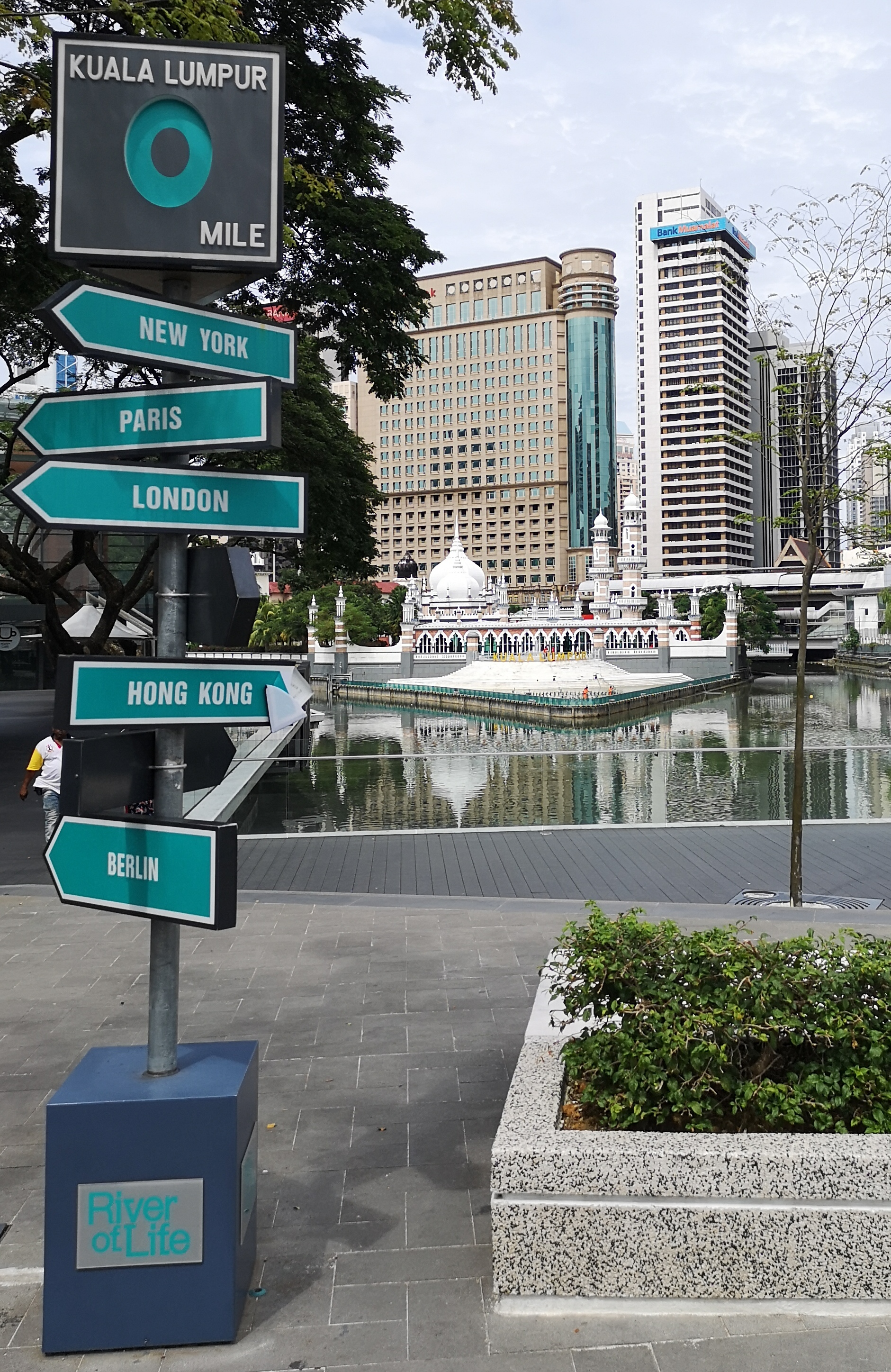
ゼロマイルピラーの背景にある、ゴンパック川とクラン川の合流点とジャメ・モスク